# Тёмная вода (Доктор Кто)
«Тёмная вода» (англ. Dark Water) — одиннадцатый эпизод 
восьмого сезона британского научно-фантастического телесериала «Доктор Кто». Премьера серии состоялась 1 ноября 2014 года на канале BBC One.

## Синопсис
В таинственном мире Сферы Небытия уже разработаны планы. На горизонте маячит невозможный выбор, и скоро Мисси встретится лицом к лицу с Доктором. «Смерть — это не конец», — обещает зловещая организация, известная исключительно как 3W, но, может быть, по ходу расследования Доктора и Клары захочется, чтобы было с точностью до наоборот.

## Сюжет
Клара звонит Дэнни Пинку, собираясь сказать ему нечто очень важное, но во время разговора его сбивает машина. Клара обращается за помощью к Доктору и, угрожая уничтожить все ключи от ТАРДИС, требует изменить ход истории и спасти её возлюбленного. Доктор отказывается вмешаться во время, но говорит, что они ещё, возможно, могут вытащить его с «того света». С помощью телепатического интерфейса ТАРДИС Доктор и Клара отправляются в мир «нижней сферы» — «Землю обетованную». Здесь же они обнаруживают мавзолей умерших людей, помещённых в странную жидкость, именуемую «тёмной водой»: через эту жидкость видна только органическая материя и не видно скафандров, удерживающих кости умерших в порядке, не давая им плавать по воде. Там же они встречают Мисси и долго не могут понять, кто же она.
Дэнни приходит в себя в «загробном мире», где узнаёт, что погиб на самом деле. Забавный клерк по имени Себ рассказывает Дэнни о «нижней сфере» и устраивает встречу Дэнни с мальчиком, которого тот убил на войне. Кроме того Себ организует разговор Клары и Дэнни через специальное wi-fi-оборудование, но Клара не верит, что слышит голос настоящего Дэнни.
Клара остаётся одна в комнате, когда Доктор вместе с Мисси отправляется исследовать «нижнюю сферу», чтобы раскрыть её тайну. Доктор обнаруживает, что они находятся прямо в центре Лондона. В то же самое время «тёмная вода» из камер начинает убывать, и когда все видят оболочки давно умерших людей, то становится ясно, что это — киберлюди. Мисси высвобождает их, и они ордами направляются в Лондон.
Доктор многократно спрашивает у Мисси: «Кто ты такая? Кто ты?» В конце концов Мисси говорит ему: «Мисси — это сокращённое от Мистресс. В этом теле я не могу продолжать называть себя Мастером». Последнее приводит Доктора в ужас. Мисси использовала галлифрейскую компьютерную технологию для поимки душ умиравших от момента активации построенной ею Матрицы людей. Таким образом они попадали в виртуальную загробную жизнь, в которой Матрицей воскрешались как киберлюди.
Киберлюди выходят на улицы Лондона. Доктор кричит об опасности, но его никто не слушает.